# Batman: Rok pierwszy
Batman: Rok pierwszy (ang. Batman: Year One) – amerykański komiks, napisany przez Franka Millera i zilustrowany przez Davida Muzzucchellego. Pierwotnie opublikowany w magazynie Batman #404-407 w 1987 roku. Wielokrotnie wznawiany w wydaniach zbiorczych. W Polsce wydany przez Egmont Polska w 2003 roku.

## Treść
Komiks opowiada historię pierwszych kroków młodego Bruce'a Wayne'a na drodze do stania się Batmanem. Po dekadzie treningów po raz pierwszy wychodzi na ulice, aby walczyć z przestępcami. Jednocześnie do Gotham City przybywa James Gordon, młody porucznik policji. Jednym z jego pierwszych zadań jest złapanie samozwańczego mściciela.

## Przyjęcie
Historia Millera opowiadała od nowa nieco zmodyfikowaną genezę postaci Batmana. Twórca innego słynnego komiksu z Batmanem, Powrót Mrocznego Rycerza, stworzył dzieło uznawane za jedną z najważniejszych historii o zamaskowanym mścicielu, o czym świadczą kolejne wznowienia oryginału oraz uznanie krytyki.